# Scalesia
Genre
Synonymes
- Zemisne O.Deg. & Sherff (1935)[1]

Scalesia est un genre de plantes à fleurs de la famille des Asteraceae. Les différentes espèces sont endémiques des îles Galápagos.

## Liste des espèces
Selon Hassler M. (2018) :
- Scalesia affinis
- Scalesia aspera
- Scalesia atractyloides
- Scalesia baurii
- Scalesia cordata
- Scalesia crockeri
- Scalesia divisa
- Scalesia gordilloi
- Scalesia helleri
- Scalesia incisa
- Scalesia microcephala
- Scalesia pedunculata
- Scalesia retroflexa
- Scalesia stewartii
- Scalesia villosa

## Publication originale
- (en) Arnott G.A.W. in J.Lindley, 1836. Natural System of Botany ed. 2 443.